# Isaacus Triwallius
Isaacus Petri Triwallius, född 1681 i Virserums församling, Kalmar län, död 17 november 1733 i Vårdnäs församling, Östergötlands län, var en svensk präst.

## Biografi
Isaacus Triwallius föddes 1681 i Virserums socken och döptes 20 mars samma år. Han var son till bonden Per Isaksson i Triabo. Triwallius tog sitt efternamn efter farbrodern komministern Olaus Trivallius i Harstads församling. Han blev 1703 student vid Lunds universitet och prästvigdes 19 mars 1710. Han blev 1710 komminister i Kärna församling, 1719 kyrkoherde i Lönneberga församling och 20 november 1782 kyrkoherde i Vårdnäs församling med tillträde 1729. Han avled 1733 i Vårdnäs socken.

### Familj
Triwallius var gift med Anna Katarina Treffenberg (död 1749), dotter till kaptenlöjtnanten och regementskvartermästaren Anders Treffenberg och Anna Drakenstierna. Efter Triwallius död gifte Anna Katarina Treffenberg om sig med kyrkoherden Petrus Fröling i Skedevi församling.